# Pala (Nébiélianayou)
Pour les articles homonymes, voir Pala.
Pala est une commune rurale située dans le département de Nébiélianayou de la province de Sissili dans la région du Centre-Ouest au Burkina Faso.